# Thagria lautereri
Thagria lautereri är en insektsart som beskrevs av Nielson 1977. Thagria lautereri ingår i släktet Thagria och familjen dvärgstritar. Inga underarter finns listade i Catalogue of Life.